# Département de Quetzaltenango
Quetzaltenango est un département du Guatemala. Son chef-lieu est la ville de Quetzaltenango, la deuxième ville du Guatemala.

## Municipalités
1. Almolonga
2. Cabricán
3. Cajolá
4. Cantel
5. Coatepeque
6. Colomba
7. Concepción Chiquirichapa
8. El Palmar
9. Flores Costa Cuca
10. Génova
11. Huitán
12. La Esperanza
13. Olintepeque
14. Ostuncalco
15. Palestina de Los Altos
16. Quetzaltenango
17. Salcajá
18. San Carlos Sija
19. San Francisco La Unión
20. San Martín Sacatepéquez
21. San Mateo
22. San Miguel Sigüilá
23. Sibilia
24. Zunil